# Kerr Neilson
Kerr Neilson (Johannesburg, 17 ottobre 1949) è un imprenditore e finanziere australiano di origine sudafricana, fondatore e gestore (sino al 2018) di Platinum Asset Management. La capacità di Neilson di scegliere costantemente titoli ad alte prestazioni lo ha portato a essere soprannominato "il Warren Buffett australiano". Secondo Forbes, nel 2023 il suo patrimonio netto era stimato in 960 milioni di dollari.

## Biografia
Kerr Neilson è nato a Johannesburg, in Sudafrica, nell'ottobre 1949. All'età di 13 anni ha comprato le sue prime azioni. Nel 1971, Neilson si è laureato  in Commercio presso l'Università di Città del Capo. Il suo interesse verso il commercio proveniva da una famiglia immersa nelle invenzioni risalenti alla rivoluzione industriale in Scozia. James Beaumont Neilson era un inventore scozzese il cui processo di esplosione a caldo aumentò notevolmente l'efficienza della fusione del ferro.

## Carriera
Neilson si è formato come analista degli investimenti sotto la guida di John Evans nel dipartimento pensionistico di Cortaulds, Londra.  Dopo essere tornato in Sud Africa nel 1972, è diventato capo della ricerca presso Anderson Wilson Stockbrokers. Si è poi trasferito in Australia dieci anni dopo per entrare a far parte della divisione di gestione dei fondi di Bankers Trust Australia, nel maggio 1983.

### Platinum Asset Management
Nel 1994 Neilson ha co-fondato la Platinum Asset Management con il sostegno finanziario di George Soros. Neilson ha agito come amministratore delegato, direttore esecutivo e responsabile degli investimenti. Fondata come società specializzata in azioni internazionali, nel 2007 Neilson ha quotato il 20% di Platinum Asset Management sull'Australian Securities Exchange (ASX) La maggior parte delle azioni detenute da Neilson (57%) erano valutate a 2,9 miliardi di dollari australiani e hanno reso Neilson sia un miliardario che una delle persone più ricche d'Australia. Neilson è stato inserito negli elenchi di Forbes delle 50 persone più ricche e miliardari australiani. Platinum Asset Management ha gestito fondi stimati per 22  miliardi di dollari australiani nel 2020. Il successo dell'azienda è attribuito alla capacità di Neilson di trascendere le turbolenze del mercato a breve termine e concentrarsi sui rendimenti a lungo termine, una filosofia che è stata sviluppata nel corso di decenni.
Nel 2015 Neilson ha tenuto un discorso su ciò che rende un grande investitore: controllare le proprie emozioni è la priorità assoluta, ma in più, ha suggerito, è essenziale evitare errori di disponibilità e di estrapolazione. Nel 2018 Neilson ha scritto un blog molto letto intitolato "The Beautiful Game of Investing". Il blog sottolinea che l'investimento non riguarda solo la novità. In effetti, l'attenzione degli investitori sulle cose nuove e scintillanti fa sì che le cose vecchie e logore diventino insolitamente noiose e trascurate e di conseguenza sottovalutate. È da questa comprensione che il prezzo è tutto, ma è anche niente, senza una comprensione delle qualità intrinseche dell’investimento in esame.
Nel 2018, Kerr Neilson si è dimesso dalla carica di amministratore delegato ed è stato sostituito da Andrew Clifford, il CIO di Platinum che ha adottato entrambi i ruoli.  Kerr Neilson si è dimesso dal Consiglio di Platinum Asset Management nel 2022.
Platinum Asset Management ha pubblicato due opuscoli intitolati Reflections on Investment e Curious Investor Behavior. Nella compilazione degli opuscoli, Neilson spiega le sue riflessioni sulla base delle proprie esperienze. Nella prefazione afferma che gli investimenti si basano fortemente sul buon senso, che è sia un sostegno che un ostacolo al processo di apprendimento.

### Fondo Argyle
Nel marzo 2021 ha dato vita al Fondo Argyle con la funzione di gestione degli interessi finanziari delle famiglie. L'AFR ha riferito  che Argyle Fund gestisce un portafoglio azionario quotato con più di 100 titoli, ma ha investito l'85% nelle 60 realtà più grandi.

## Fondazione Neilson
La Neilson Foundation è stata fondata nel 2007 per sostenere sia le arti che gli enti di beneficenza che lavorano per la coesione sociale. La fondazione è stata creata con i fondi raccolti dalla quotazione di Platinum Asset Management. Dalla sua nascita la fondazione ha erogato oltre 150 milioni di dollari. Il valore attuale della Neilson Foundation supera i 260 milioni di dollari australiani.
La Fondazione favorisce iniziative innovative in due aree principali: quelle che migliorano l’accessibilità alle arti, con l’obiettivo di arricchire la diversità culturale all’interno della società australiana; e quelle organizzazioni (una quarantina)
che assistono individui e comunità in condizioni di estremo svantaggio. Programmi che aiutano i giovani vulnerabili, i migranti, coloro che subiscono violenza domestica o coloro che soffrono di problemi di salute mentale.
Kerr Neilson continua a gestire i fondi della fondazione, con il suo approccio tradizionale.

## Vita privata
Neilson si è sposato con Judith Neilson e hanno due figli. Hanno divorziato nel 2015.  Nel 2009 Kerr e Judith Neilson fondarono e aprirono la White Rabbit Gallery a Chippendale Sydney per esporre la collezione di arte contemporanea cinese di Judith, una delle collezioni di arte contemporanea cinese più significative al mondo. Judith ha accumulato la collezione grazie alle visite trimestrali agli studi d'arte in tutta la Cina, a partire dal 2000. La collezione White Rabbit è stata segnalata in molte pubblicazioni (SMH, Herald e AFR).